# Landes de Gascogne

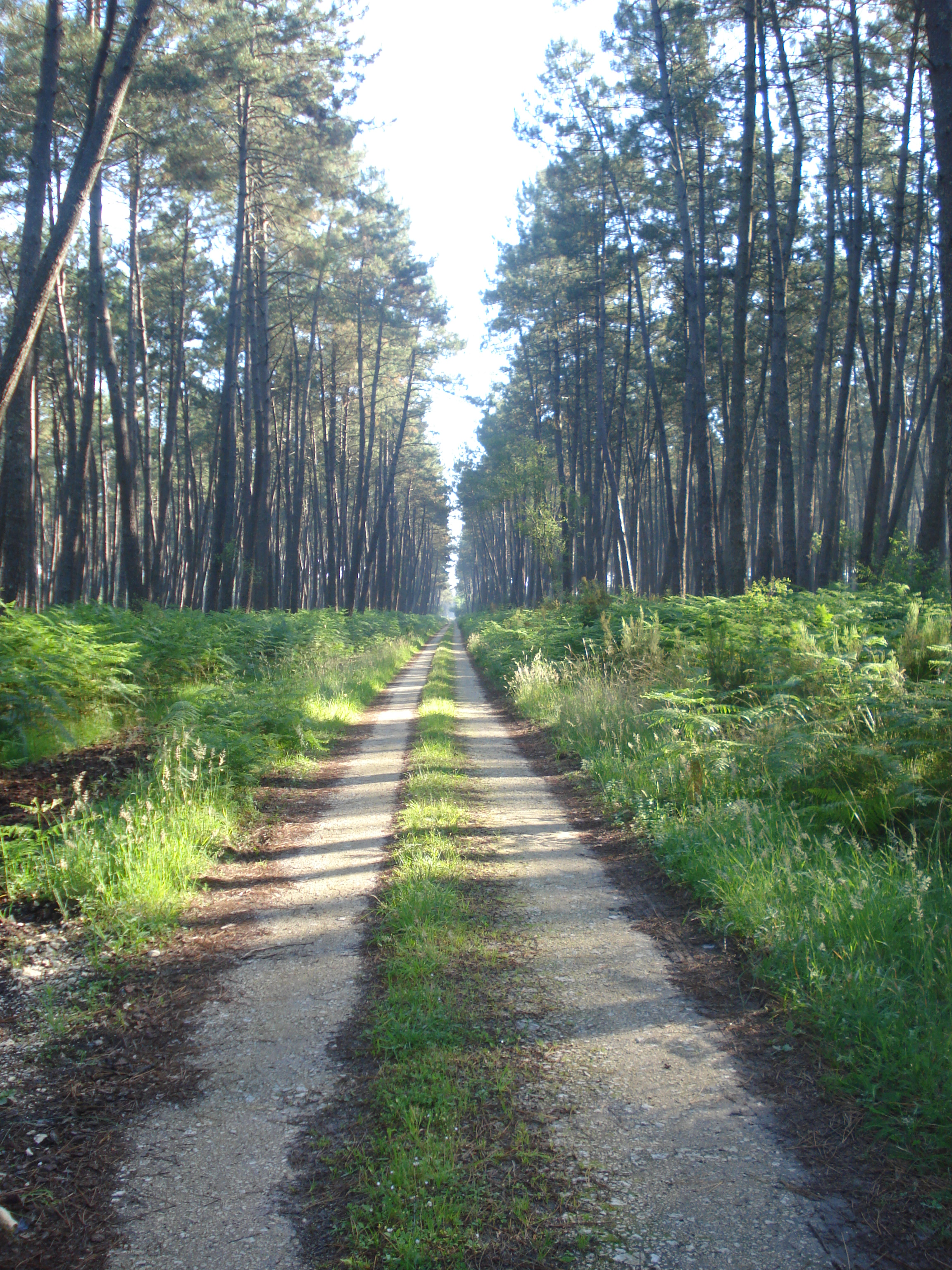
Percorso in una foresta delle Landes de Gascogne

Le Landes de Gascogne (in dialetto guascone, las Lanas de Gasconha) costituiscono una regione naturale della Francia di circa 1,5 milioni di ettari situata allo sbocco del bacino aquitano sull'Oceano Atlantico. Dominata da una pineta (66% del territorio), sostanzialmente introdotta dall'uomo, e da spiazzi agricoli (18% del territorio), essa si estende su tre dipartimenti: Gironda, Landes e Lot-et-Garonne e vi si trovano in totale 386 comuni.
È una regione che si urbanizza e si periurbanizza. (+ 2,3 % all'anno dal 2006 al 2009).

## Generalità
La regione è una pianura sedimentaria inclinata, caratterizzata da un suolo povero e sabbioso. È questa piattezza, non di meno modellata dal cordone di dune litorale, che impedisce un facile deflusso delle acque dolci verso il mare e che ha dato alla regione la sua caratteristica di zona umida, almeno prima delle grandi opere di assestamento e stabilizzazione delle dune e di piantumazione di pini, iniziata nel XVIII secolo e durata tutto il XIX. Il paesaggio delle lande umide, percorso dai pastori su trampoli, ha ceduto il posto, nella metà del XIX secolo alla prima massiccia forestazione francese: la foresta delle Lande di Guascogna, che si stende sul cosiddetto "triangolo delle Lande" (Soulac, Nérac, Hossegor). In occasione di certe feste folcloristiche i pastori ridiventano i "trampolieri" d'un tempo che sorvegliavano le loro greggi, vestiti con pelli di montone, appollaiati sui loro trampoli.
La regione ha conosciuto una profonda trasformazione per queste opere che hanno rovesciato totalmente, in meno di un secolo, una cultura ed un'economia millenarie. Il sistema agro-pastorale della Landes ha lasciato il posto all'industrializzazione della resinazione (in precedenza praticata solo nelle foreste naturali del litorale) e progressivamente all'industria del legno. I tentativi di agricoltura industrializzata e commerciale non sono riusciti fino all'arrivo del mais negli anni sessanta.
Il litorale ha tuttavia acquistato importanza con lo sviluppo del turismo balneare e della villeggiatura alla metà del secolo XIX (in particolare con l'arrivo della ferrovia a partire dal 1841, prima a La Teste-de-Buch, poi a Bayonne e Lacanau). Il turismo rimane un'importante risorsa lavorativa per gl'impieghi stagionali. L'incremento demografico è stato notevole: + 60 % in 40 anni, + 0,9 % annuo dal 1990 à 1999 e + 1,4 % annuo dal 1999 al 2006, quando ha raggiunto il valore di 839 200 unità, 2/3 delle quali provenienti da altre regioni.

## Posizione
Le Landes de Gascogne confinano:
- ad ovest con l'oceano Atlantico,
- al nord-est con la fascia viticola del Médoc, il bordolese, il Bazadais e il Queyran,
- a sud-est con il Pays d'Albret e la Ténarèze, con il corso della Gélise come delimitazione, l'Armagnac, il Tursan, la Chalosse, i pays d'Orthe e di Seignanx.

## Regioni storiche

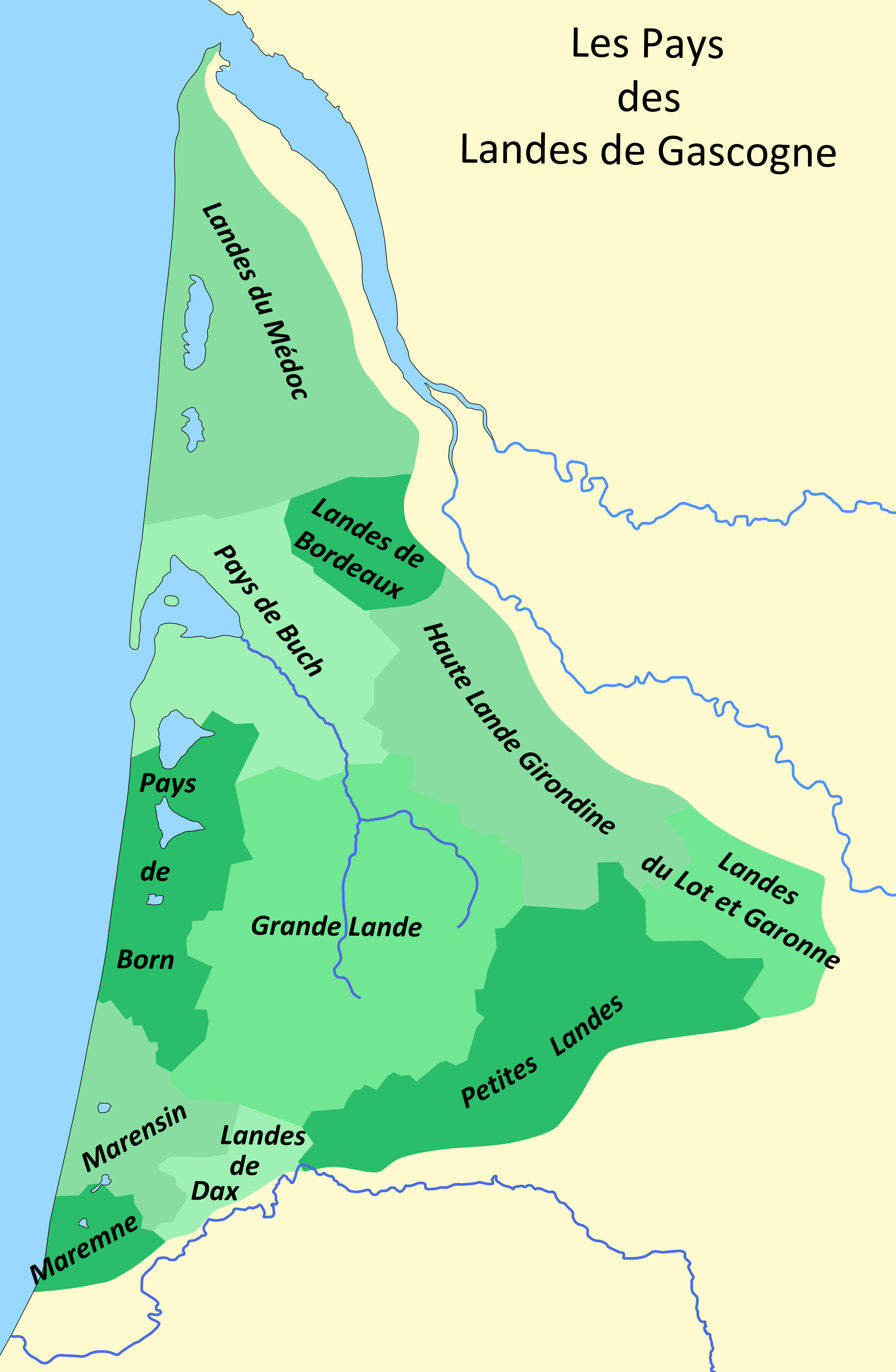
I Pays delle Landes de Gascogne

Le Landes de Gascogne sono formate da varie regioni storiche (Pays):
- Médoc
- Landes de Bordeaux
- Pays de Buch
- Pays de Born
- Haute-Lande-Girondine
- Bazadais
- Grande-Lande
- Marensin
- Maremne
- Landes de Dax
- Petites-Landes
- Landes du Lot-et-Garonne

### La foresta delle Landes

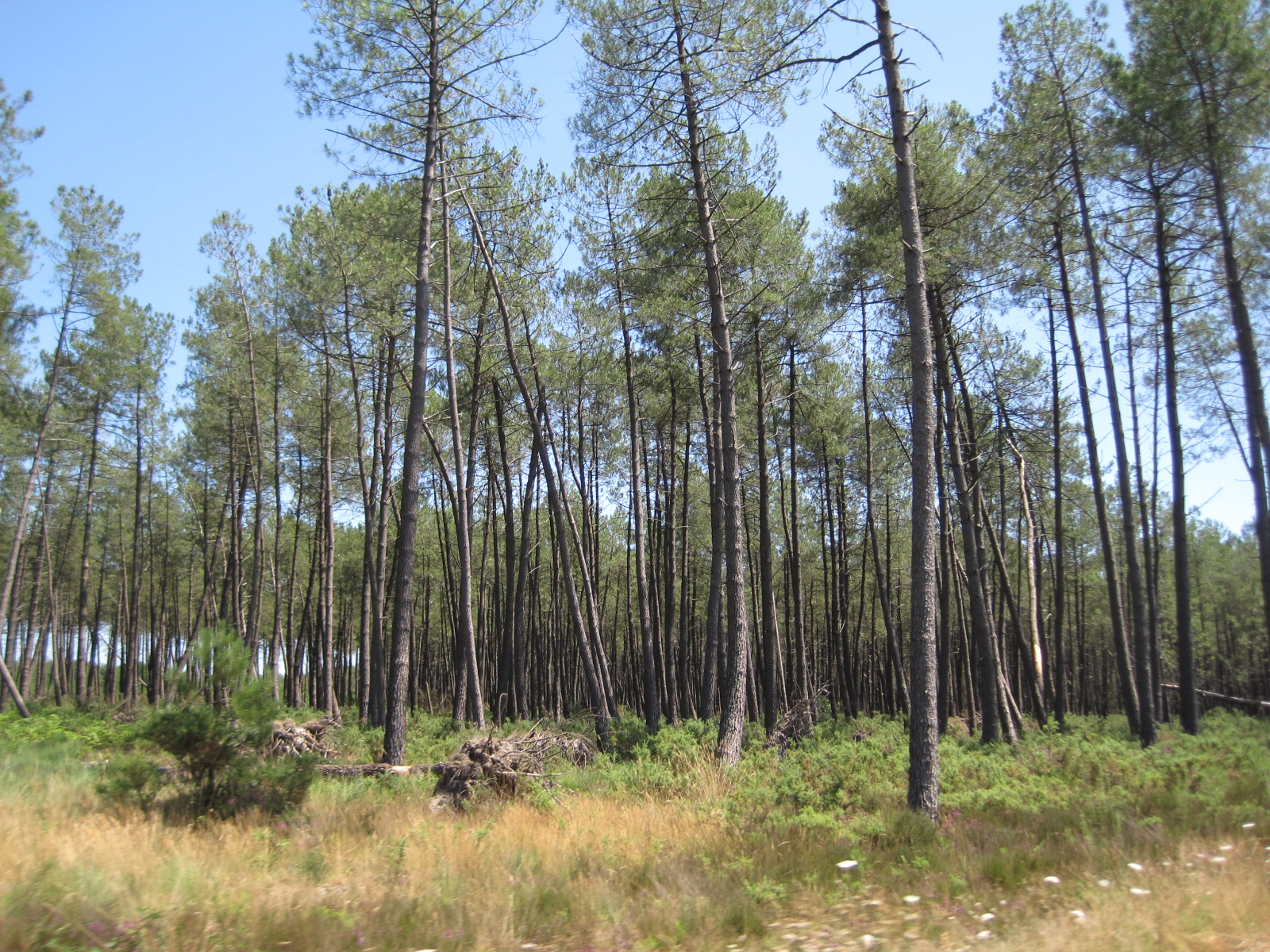
La forêt des Landes

La foresta delle Landes si estende su un vasto triangolo che va da Soulac a Hossegor e fino a Nérac, con una superficie globale di circa 14000 km².
Essa copre la maggior parte dei dipartimenti della Gironda e delle Landes e la parte occidentale di quello di Lot-et-Garonne.
La foresta di pini marittimi come la conosciamo oggi non ricopriva che 200.000 ha, prima che il rimboschimento sistematico delle dune e della pianura non modificasse il paesaggio. Ai nostri giorni il pino marittimo, albero decisamente maggioritario, rappresenta l'80 % degli alberi che compongono la foresta, mentre i restanti sono querce, olmi, tigli, castagni, ontani, lauri, corbezzoli, susini, meli, ciliegi, ecc.
Benché spesso citata come monotona, la foresta delle Landes offre una notevole varietà di paesaggi. Al nord, la prossimità dello sfruttamento viticolo del bordolese offre paesaggi di pinete che si alternano a vigneti o fiancheggiano le capanne e le case tradizionali del luogo. A sud i pini lasciano spazio a poco a poco alle colline verdeggianti della Chalosse e s'indovinano da lontano i Pirenei.
La Costa d'Argento ospita foreste con un sottobosco molto diverso da quello dell'entroterra. Arbusti, lecci ed i sughera si contendono la luce che non è stata accaparrata dai pini. Al centro della foresta, la presenza di qualche corso d'acqua ed in particolare della Leyre è propizia allo sviluppo di una foresta costituita da fogliame che nasconde bene il fiume: la foresta a galleria.
Il complesso boschivo è stato danneggiato da due tempeste forti, la tempesta Martin del 1999 e la Tempesta Klaus di dieci anni dopo. Dalla siccità del 1976, il complesso forestale è stato regolarmente vittima di attacchi di parassiti e da incendi..

## Geologia
Il substrato calcareo e molassico terziario del Bacino aquitano è affetto da movimenti tettonici che hanno provocato nel periodo terziario un solco aperto sulla piattaforma atlantica all'altezza di Biscarrosse.
Alla fine del Miocene si sono accumulati dei sedimenti di origine oceanica e detritica provenienti dai Pirenei. In seguito molti processi condussero alla situazione detta "sabbia delle  Landes":
- alla base, un complesso argilo-sabbioso siliceo, fossilizzazione d'origine fluviale e lacustre, da 20 a 100 m di spessore (argilla di caolinite di Luxey-Pissos, ligniti del pliocene dei Lamothe e d'Arjuzanx),
- alla sommità delle sabbie quarzose fini, d'origine eolica, di qualche metro di spessore
- tra le due, del grès siliceo con materia organica colorante e grès a cementante ferruginoso nei podzol lisciviati.

## Geografia
Il litorale è protetto da dune che impediscono ai piccoli corsi d'acqua costieri lo sfocio in oceano e portano alla formazione di una sfilza di laghi. Il bacino di Arcachon costituisce l'unica breccia nel cordolo delle dune delle Landes su una lunghezza di 200 km.

## Storia

### Il sistema agro-pastorale

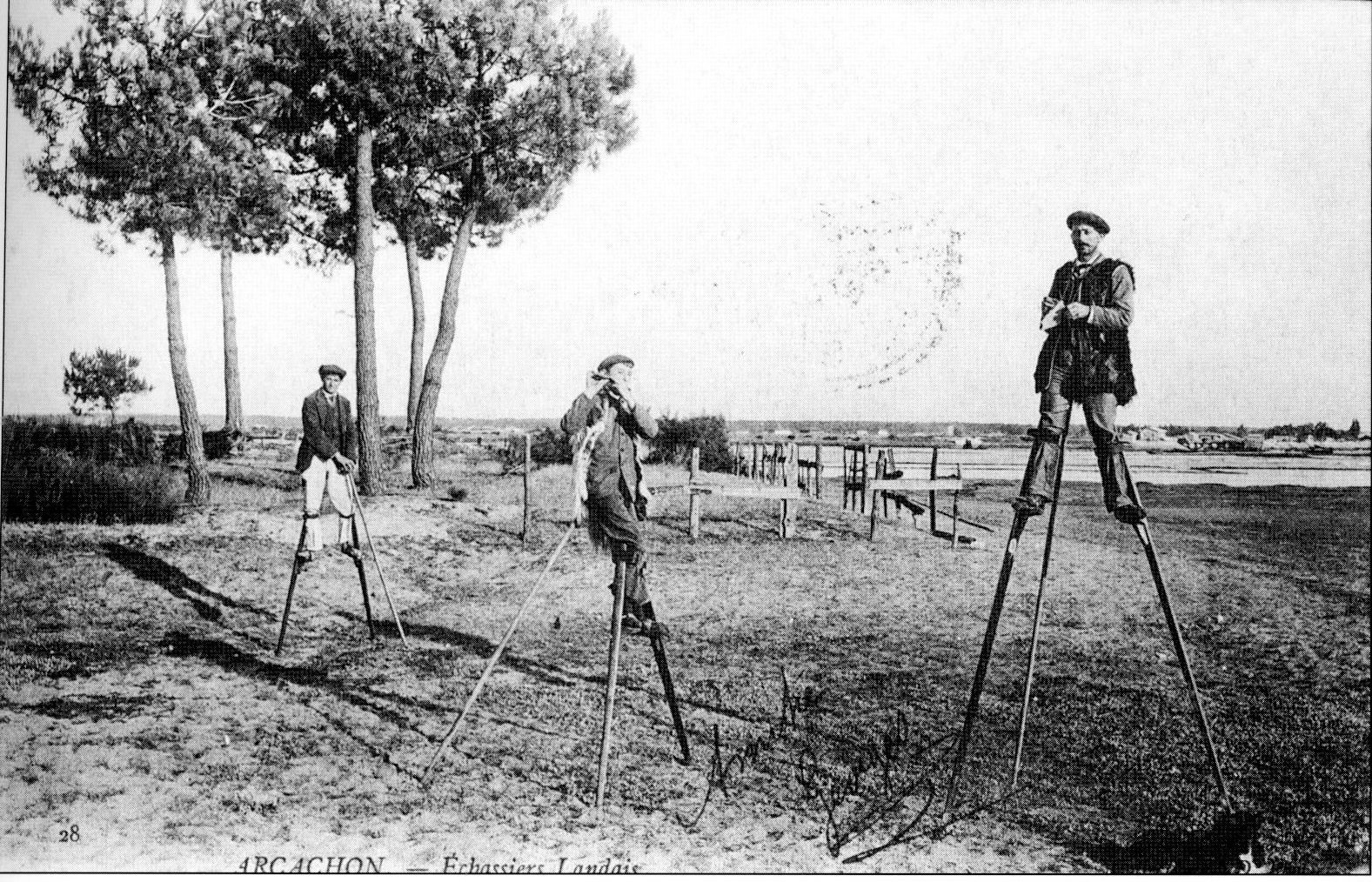
Pastori delle Landes sui loro trampoli

Fino alla metà del XIX secolo gli abitanti delle Landes han dovuto affrontare la povertà estrema del suolo. Le Landes erano costituite da grandi distese nude, paludose, piatte ed insalubri. I loro abitanti vivevano del sistema agro-pastorale. Raggruppati negli airial, piccoli villaggi isolati, coltivavano segala e miglio, base della loro magra alimentazione, allevavano pecore, il cui scopo era anche quello di fertilizzare la terra. È da questo periodo che viene l'immagine del pastore delle Landes appollaiato sui suoi trampoli. In effetti questo mezzo di locomozione era perfettamente adatto alla sorveglianza delle greggi, a muoversi senza bagnarsi nel terreno paludoso, evitando anche le punture delle ginestre.
Su iniziativa dei Captal de Buch (signori del Pays de Buch), l'ingegner Nicolas Brémontier e successivamente l'agronomo François Jules Hilaire Chambrelent, s'industriarono per stabilizzare le sabbie viaggianti della costa, che minacciavano le abitazioni vicine ed a risanare le terre scavando canali di drenaggio delle acque stagnanti, chiamati localmente crastes. In effetti la situazione era divenuta invivibile nelle Landes, ove tutti i tentativi d'impiantare colture agricole redditizie (riso, gelso, arachidi, tabacco …) erano fino ad allora falliti. Il suolo sabbioso e inzuppato non consentiva alle colture e la malaria decimava la popolazione. Il pino era, e rimane tuttora, la sola pianta capace di sopportare tali condizioni. I lavori ebbero inizio con la legge del 19 giugno 1857, che impose a tutti i comuni delle Landes di rimboschire i loro territori con i pini marittimi. La regione contava fino a 200.000 ettari di foresta naturale, che furono estesi a tutto il territorio delle Landes di Guascogna. A partire da quella data il paesaggio si trasformò profondamente ed il pino divenne l'albero-re delle Landes di Guascogna.

### La resinazione
La resinazione (gemmage in francese) è un'attività millenaria nelle Landes de Gascogne. I primi "resinatori" sfruttavano l'embrione di quella che diventerà la più grande foresta d'Europa con lo scopo di realizzare una specie di catrame da utilizzare per calafatare le imbarcazioni. Se ne trovarono vicino al litorale a Lacanau, La Teste de Buch, Arcachon, Biscarrosse ed Hossegor. Con la scomparsa della pastorizia e il rimboschimento su larga scala con pini marittimi, il procedimento di gemmage venne generalizzato all'intera foresta, diventando un'attività industriale trainante della regione fino agli anni cinquanta. Si otteneva dopo la distillazione della resina raccolta, due composti utilizzati dall'industria: la colofonia (70%) e l'essenza di trementina (20 %). Gli sbocchi sono soprattutto nell'industria chimica.
La resinazione è scomparsa alla fine degli anni ottanta ed ai nostri giorni la Guascogna ha acquisito una vocazione cartaria. Anche il turismo ha contribuito alla eliminazione della resinazione, divenendo, dall'inizio del XX secolo in poi, una risorsa economica sempre più importante per le Landes di Guascogna.

### La stabilizzazione delle dune
Fino a che le dune mobili del litorale aquitano non vennero stabilizzate, il vento trasportava regolarmente grandi quantità di sabbia nell'entroterra. Numerosi villaggi han dovuto essere spostati o ricostruiti altrove. Tra i precursori di questa stabilizzazione si possono citare i Captal de Buch della famiglia de Ruat, che hanno condotto delle prove conclusive a La Teste-de-Buch alla fine del XVIII secolo. Questi lavori verranno generalizzati a tutto il litorale grazie a persone come Guillaume Desbiey, il barone Charlevoix de Villiers, François Jules Hilaire Chambrelent o ancora Nicolas Brémontier.
Lo Stato francese prenderà in carico la costruzione di un cordone litorale stabilizzato durante il XIX secolo: solo nel 1876 furono stabilizzati 88.000 ha. Nel XX secolo la conservazione e la manutenzione del sistema di stabilizzazione sono assicurati dall'Ufficio Nazionale delle Foreste (ONF = Office national des forêts).

## LeLandes: dipartimento o foresta?
La suddivisione amministrativa non ha tenuto conto dell'unicità del territorio delle Landes di Guascogna.
Il dipartimento delle Landes non occupa che una parte del territorio noto come Landes di Guascogna e comprende zone che non hanno con le Landes nulla a che fare: la Chalosse, il Tursan e il Marsan.
All'inverso, la foresta entra anche nel dipartimento Lot-et-Garonne, si ferma a livello dell'Adour e risale fino a Soulac nel Médoc.
La foresta delle Landes, regione naturale unita da legami storici, geologici, biologici, linguistici e culturali in genere, si trova così divisa su tre entità amministrative diverse: i dipartimenti delle Landes, della Gironda e del Lot-et-Garonne.
Al momento della creazione dei dipartimenti durante la rivoluzione francese, non si diede retta ad un certo Simon Aîné, geometra, che voleva formare un dipartimento omogeneo e rispettoso di una suddivisione ereditaria di più secoli di storia, che sarebbe stata denominato dipartimento dell'Eyre. La prefettura sarebbe stata posta a Lugos (oggi nel dipartimento della Gironda), ribattezzata per l'occasione "Lugôville". Né si diede retta al futuro vescovo di Bayonne, Albini Gieure, quando questi volava sopprimere «… l'odiosa denominazione» di dipartimento delle Landes per sostituirlo con quello, più consono, dell'Adour.
È pertanto uno strano matrimonio ed uno strappo che la rivoluzione ha celebrato: lo sposalizio delle colline della Chalosse con il deserto delle Landes.
(Jacques Sargos - Histoire de la forêt Landaise, L'Horizon Chimérique, Bordeaux, 1997)

## Parco naturale regionale delle Lande di Guascogna
Il Parco naturale regionale delle Lande di Guascogna (parc naturel régional des Landes de Gascogne) fu creato nel 1976 e comprende 41 comuni nei dipartimenti della Gironda e delle Landes. Le sue funzioni sono la preservazione del patrimonio, lo sviluppo equilibrato delle attività economiche, la sensibilizzazione del pubblico al proprio ambiente risvegliando la curiosità dell'ospite e dell'abitante. Così è anche aperto un turismo di scoperta. Ognuna delle sue attrezzature offre un cammino per entrare nella storia di questo paese e comprendere il fascino delle Landes de Gascogne.
Posto a cavallo fra i dipartimenti delle Landes e della Gironda, il parco si estende dal bacino di Arcachon nel Pays de Buch, segue la valle dell'Eyre e della Piccola Eyre e trova i suoi confini con quelli della Grande-Lande. La sua sede è sita a Belin-Béliet.
Il Parco possiede, in seguito a donazione, l'archivio di Félix Arnaudin che, a cavallo tra il XIX il XX secolo, raccolse testimonianze, canzoni, proverbi, modi di dire, lingua guascone e oltre 3 000 fotografie della gente e del paesaggio in via di rapida trasformazione, dopo la legge di Napoleone III del 1857. Si tratta quasi certamente del più completo archivio della brughiera della Guascogna di quegli anni.

## LeLandesnella letteratura
Les Seigneurs de la Haute Lande d'Alain Dubos (2002), romanzo che descrive le trasformazioni economiche e sociali delle Landes nel XIX secolo.